# Лебедев, Тимофей Васильевич
Тимофей Васильевич Лебедев (8 января 1895, с. Верх-Буевское, Пермская губерния, Российская империя — 26 января 1942, Ленинградская область, РСФСР, СССР) — советский военачальник, генерал-майор (04.06.1940).

## Биография
Родился 8 января 1895 года в селе Верх-Буевское, ныне Федоровское сельское поселение, Куединский район, Пермская область, Россия. Русский.

### Военная служба

#### Первая мировая война
В сентябре 1915 года Лебедев был призван на военную службу и направлен в 33-й запасной пехотный полк в Петропавловске Пермской губернии. После трехмесячного обучения с маршевой ротой убыл на Западный фронт, где воевал в составе 72-го пехотного Тульского полка 18-й пехотной дивизии. Последний чин — младший унтер-офицер. В июне 1917 года заболел цингой и был эвакуирован в госпиталь. После выздоровления направлен в 204-й запасной пехотный полк в город Тамбов. Через два месяца вновь заболел цингой и в сентябре убыл в отпуск. В часть не вернулся.

#### Гражданская война
В июне 1918 года призван в РККА и был оставлен инструктором по всевобучу при Осинском волостном военкомате. В сентябре направлен в 1-й революционный запасной полк в город Пермь, а через месяц переведен в 1-й Верхнеуральский полк (позже был переименован в 264-й стрелковый полк) 30-й стрелковой дивизии. Воевал с ним против колчаковских войск на кунгурском направлении и при отступлении в Вятскую губернию. С октября 1919 года исполнял должность для поручений при командире батальона этого полка. В этой должности принимал участие в Петропавловской, Омской, Новониколаевской и Красноярской операциях, в боях на иркутском направлении. В мае 1920 года был командирован на учебу в Высшую военную школу Сибири в городе Омске, после окончания которой в октябре 1921 года назначен командиром роты в учебно-кадровый полк 21-й Пермской стрелковой дивизии в городе Томске.

#### Межвоенные годы
После войны в июне 1922 года был переведен в 61-й стрелковый Осинский полк той же дивизии, где проходил службу помощником командира и командиром роты, помощником командира и командиром батальона, помощником командира полка по хозяйственной и строевой части. Член ВКП(б) с 1928 года. С ноября 1929 года по июнь 1930 года находился на учебе на курсах «Выстрел», затем вернулся в свой полк на должность помощника командира по строевой части. В марте 1931 года переведен в МВО командиром 163-го стрелкового полка 55-й стрелковой дивизии (г. Белгород).
В марте 1934 года был направлен на Дальний Восток командиром 118-го Ачинского стрелкового полка 40-й стрелковой дивизии Приморской группы войск ОКДВА. С июля 1937 года командовал 40-й стрелковой дивизией. Указом ПВС СССР от 22 февраля 1938 года комбриг Лебедев был награжден орденом Красного Знамени и медалью «XX лет РККА». В июне 1938 года зачислен в распоряжение Управления по командному и начальствующему составу РККА и в январе 1939 года назначен преподавателем на курсах «Выстрел», с 1 октября там же временно исполнял должность начальника курса командиров полков. 11 июля 1940 года генерал-майор Лебедев назначен начальником Московского пехотного училища им. Верховного Совета РСФСР, а 14 марта 1941 года переведен на должность командира 235-й стрелковой дивизии МВО. Формировал ее в городах Кинешма и Иваново.

#### Великая Отечественная война
С началом войны дивизия в составе 41-го стрелкового корпуса была переброшена на Северо-Западный фронт, где по прибытии на станции Красные Пруды 6 июля с ходу вступила в бой с частями 6-й немецкой танковой дивизии, но вынуждена была отойти на Карамышево. А ее 806-й стрелковый полк, разгрузившийся в Опочке, вел бои в районе Двинска и Острова. С 15 июля дивизия оборонялась на реке Луга, входя в состав Лужской оперативной группы Северного фронта. 16 августа противник прорвался к Новгороду и вынудил ее части отойти к городу Луга. В конце августа они прикрывали отход на север войск Лужской (к этому времени — Южной) оперативной группы. В сентябре месяца ее остатки пошли на укомплектование войск Ленинградского фронта, а генерал-майор Лебедев был назначен заместителем начальника штаба формирующейся 4-й отдельной армии. В октябре армия была развернута на правом берегу реки Волхов от Кириши до Грузино, затем участвовала в Тихвинских оборонительной и наступательной операциях. С 22 декабря генерал-майор Лебедев принял командование 191-й стрелковой Краснознаменной дивизией, которая вела упорные бои в районе Лезно. С 25 января 1942 года дивизия была подчинена 2-й ударной армии Волховского фронта и сосредоточена в районе Мясного Бора, а на следующий день при взрыве противотанковой мины под машиной на дороге Спасская Полисть — Селищенский поселок генерал-майор Лебедев погиб и был похоронен в городе Малая Вишера.
После войны Указом ПВС СССР от 6 мая 1965 года был награжден орденом Отечественной войны 1-й ст. (посмертно).

## Награды
- орден Красного Знамени (22.02.1938)[4].
- орден Отечественной войны I степени (06.05.1965)[4].
- медаль «XX лет Рабоче-Крестьянской Красной Армии» (1938)[4].